# Michael Laudrup
Michael Laudrup (født 15. juni 1964 på Frederiksberg) er en dansk professionel fodboldtræner og tidligere spiller. Han anses for at være en af de største spillere gennem tiderne. Han er storebror til den pensionerede fodboldspiller Brian Laudrup.
I løbet af sin spillerkarriere vandt Laudrup ligatitler med Ajax, Barcelona, Real Madrid og Juventus, hvor han hovedsageligt spillede som offensiv midtbanespiller, selvom han også var i stand til at spille på andre angrebspositioner. Han var medlem af Johan Cruyffs "Dream Team" i Barcelona, hvor han vandt ni trofæer, herunder fire La Liga-titler fra 1991 til 1994 samt Champions League i 1992. Laudrup skiftede til ærkerivalerne Real Madrid i 1994, med hvem han vandt sin femte La Liga-titel.
Laudrup fik sin debut for det danske landshold på sin 18-års fødselsdag i 1982 og scorede 37 mål i 104 kampe. Han deltog ved VM i 1986, og fra november 1994 var han kaptajn for Danmark ved i alt 28 kampe, inklusive den sejrende Kong Fahd turnering i 1995. Han spillede sammen med sin bror Brian på landsholdet, der nåede kvartfinalerne ved VM i 1998, og trak sig tilbage som aktiv spiller efter turneringen.
I 1999 blev Laudrup kåret som den bedste udenlandske spiller i spansk fodbold i den forudgående 25-årige periode og i april 2000 blev han slået til ridder og modtog Dannebrogsordenen. I november 2003, for at fejre UEFA's jubilæum, blev han valgt som Danmarks gyldne spiller af Dansk Boldspil-Union, deres mest fremragende spiller gennem de sidste 50 år. Han blev officielt kåret som den bedste danske fodboldspiller gennem tiderne af Dansk Boldspil-Union (DBU) i november 2006. Han blev udnævnt af Pelé på FIFA 100-listen over verdens største nulevende spillere ved en FIFA-prisuddeling i 2004. I april 2013 blev han af Marca-læsere kåret til "Bedste udenlandske elleve i Real Madrids historie".
Den 16. oktober 2021 blev Laudrup kåret som Danmarks største sportsnavn nogensinde i en afstemning i forbindelse med Danmarks Idrætsforbunds 125 års jubilæum.
Efter at have stoppet som spiller, begyndte Laudrup som træner, og blev assisterende træner for det danske landshold. Han fik sit første cheftræner job i sin tidligere klub Brøndby i 2002, som han førte til Superligaen-mesterskabet i 2005. Han valgte ikke at forlænge sin kontrakt med Brøndby i maj 2006. Han tog over som træner for Getafe og havde bemærkelsesværdig succes der. Han bragte klubben betydelig succes i Copa del Rey og UEFA Europa League, og holdets angrebsstil modtog ros. Den 15. juni 2012 blev Laudrup udnævnt til manager for Premier League-klubben Swansea City på en to-årig kontrakt. I sin første sæson i det sydlige Wales vandt han League Cup, det første store engelske trofæ i Swanseas 100-årige historie. Den 4. februar 2014 blev han fyret af Swansea efter en "betydelig" nedtur i Premier League, hvilket efterlod dem to point over nedrykningsstregen. Laudrup ledede derefter Qatar-klubberne Lekhwiya og Al-Rayyan mellem 2014 og 2018.
Han blev i 1990 gift med norske Siw Retz Laudrup. Parret har Rebecca Retz Laudrup og sønnen Andreas Laudrup. Han har også en søn, Mads Laudrup, fra et tidligere ægteskab med Tine Thunø. Sideløbende med fodboldkarrieren begyndte Laudrup i 1993 at importere spanske vine hjem til Danmark. I dag har importen udviklet sig til det 13 mand store Laudrup Vin & Gastronomi, som importerer kvalitetsvine fra hele verden.

## Karriere

### Spillerkarriere
Han startede sin karriere i Københavns Boldklub og Brøndby IF, før han blev solgt til Juventus FC i Italien. Fra 1983 til 1985 spillede han i Rom-klubben SS Lazio, men han er måske bedst kendt for sin tid i de spanske klubber FC Barcelona og Real Madrid, hvor han vandt fem mesterskaber. Efter Real Madrid spillede han for Vissel Kobe i Japan, inden han sluttede sin klubkarriere i 1998 med at vinde det hollandske mesterskab med Ajax Amsterdam.
Umiddelbart var han selvskreven til dét danske landshold, der vandt EM i 1992, men han havde selv meldt fra til landsholdet pga. spillemæssige uenigheder med landstræner Richard Møller Nielsen. Michael vendte dog tilbage til landsholdet i en VM-kvalkamp mod Litauen i 1993, og var med til at vinde Confederations Cup i 1995.
Laudrup spillede 104 landskampe for det danske fodboldlandshold. Det placerer ham i top 10-gruppen. Han debuterede på sin 18-års fødselsdag i 1982 mod Norge (hvor han scorede i 2-1 nederlaget) og spillede sin sidste landskamp mod Brasilien i kvartfinalen ved verdensmesterskabet i 1998. Laudrup scorede 37 mål for landsholdet.
Michael Laudrup har i sin karriere vundet det italienske fodboldmesterskab én gang (1986), det spanske fodboldmesterskab fem gange (1991, 1992, 1993, 1994, 1995) og det hollandske fodboldmesterskab én gang (1998). Han har desuden vundet europacuppen for mesterhold (nu UEFA Champions League) i 1992.
To gange har han modtaget prisen som Årets Fodboldspiller i Danmark: i 1982 og 1985. Han blev kåret til Årets Træner i Danmark i 2003 og 2005.
I 2004 blev Michael Laudrup udpeget af Pelé til FIFA 100 – en liste over 125 af de bedste, nulevende spillere. Det skete i forbindelse med FIFA's 100-års jubilæum.
Franz Beckenbauer har udtalt, at Pelé var verdens bedste fodboldspiller i 1960'erne, Johan Cruyff var den bedste i 1970'erne, Diego Maradona var bedst i 1980'erne, og Michael Laudrup var det i 1990'erne.
Michael Laudrup blev i 2006 kåret til Danmarks bedste fodboldspiller nogensinde.
I sommeren 1997 var Laudrup officielt registreret som spiller i den obskure bosniske klub NK Celik Zenica – i 48 timer. Det var ren proforma. Michael Laudrup var en route tilbage til Europa efter én sælsom sæson i japanske Vissel Kobe, og Morten Olsen stod klar med en kontrakt i Ajax Amsterdam. Laudrup var kontraktløs og kostede kun et såkaldt sign-on-fee på 12 mio. kroner. Ved at lade sit spillercertifikat ligge to dage i Bosnien, kunne han slippe for hollandsk skat.
Men konstruktionen var ulovlig, Laudrup fik sit hjem ransaget, selv sagde Laudrup, at han intet vidste "det var alt sammen noget, som klubben tog sig af". Det hele endte i retssager på kryds og tværs hele vejen til den hollandske højesteret, hvor Ajax tabte og Laudrup slap for straf, blandt andet fordi han ikke boede i Holland.

### Trænerkarriere
Laudrup var fra 2002 til 2006 cheftræner for Brøndby IF.
Efter at have stoppet som aktiv spiller blev Michael Laudrup af Morten Olsen hentet som hjælpetræner for det danske fodboldslandshold. Han fungerede i et par år, inden han blev hentet til sin gamle klub, Brøndby IF. Han var 2002-2006 klubbens cheftræner med John "Faxe" Jensen som assistent. Med Laudrup som træner vandt klubben landspokalturneringen to gange, samt Danmarksmesterskabet i 2005. I juni 2006 valgte han imidlertid selv at sige stop og holde en mindre pause.
Tirsdag den 17. juli 2007 blev han efter længere tids "offentliggørelse" i pressen officielt præsenteret som ny cheftræner i Madrid-klubben Getafe CF, som spillede i La Liga. John "Faxe" Jensen fulgte med til klubben, hvor han endnu engang skulle fungere som assistenttræner. Efter en enkelt sæson valgte trænerduoen at stoppe i den spanske klub. Getafe nåede i den pågældende sæson til finalen i den spanske pokalturnering, hvor holdet blev slået 3-1 af Valencia. I turneringen blev holdet nr. 14. Resultatet i pokalturneringen tangerede holdets hidtidige bedste resultat.
Den 12. september 2008 blev Laudrup præsenteret som ny cheftræner for den russiske storklub Spartak Moskva, et job han dog kun havde til 15. april 2009. Efter en dårlig start på den nye russiske sæson blev han fyret efter at have tabt en pokalkamp til lokalrivalerne Dynamo Moskva med 3-0.
Den 2. juli 2010 skrev Michael Laudrup under på en to-årig kontrakt med RCD Mallorca, som han opsagde den 27. september 2011 efter uenighed med RCD Mallorcas bestyrelse. RCD Mallorca var i maj 2010 erklæret konkurs og var under administration. Uanset de dårlige økonomiske forhold lykkedes det klubben under Laudrup at opnå målsætningen om en placering, som opfyldte betingelserne for at forblive i La Liga. Efter Laudrups afgang blev klubben som følge af de økonomiske forhold i klubben tvangsnedrykket fra La Liga.
Det blev den 15. juni 2012 offentliggjort, at Laudrup havde skrevet under på en 2-årig kontrakt med Swansea City.
Swansea vandt under Laudrups ledelse deres første og eneste store trofæ nogensinde, idet klubben slog Bradford City 5–0 i finalen i the Football League Cup. Kampen blev vundet med den største målmargin nogensinde i denne turnerings finale. Swansea valgte dog efter en række dårlige resultater i den efterfølgende sæson at fyre Laudrup d. 4. februar 2014.
I juli 2014 blev Michael Laudrup ny cheftræner hos Lekhwiya SC i Qatar. Efter en enkelt sæson, hvor klubben vandt mesterskabet, pokaltitel samt kvalificerede sig til kvartfinalerne i den asiatiske Champions League, stoppede Laudrup i klubben i juni 2015 da han ikke kunne blive enig med Lekhwiya SC om vilkårene for en kontraktforlængelse.

### Mediekarriere
Laudrup blev d. 18. august 2009 ansat af Viasat som medkommentator på Champions League-dækningen på TV3+. Dagen efter, d. 19. august blev det offentliggjort, at Michael Laudrup skal være være fodboldekspert til La Liga-dækningen på den amerikanske TV-station, ESPN.
Michael Laudrup er fodboldekspert på TV3+'s Champions League-dækning.

## Titler
som spiller
- 1979: Årets unge spiller i Danmark
- 1982: Årets spiller i Danmark
- 1985: Årets fund i Europa
- 1985: Årets spiller i Danmark
- 1986: Italiensk mester (Juventus)
- 1990: Spansk cup-vinder (Barcelona)
- 1991: Spansk mester (Barcelona)
- 1992: Spansk mester (Barcelona)
- 1992: Vinder af Europacuppen for mesterhold (nu UEFA Champions League)
- 1992: Årets spiller i spansk fodbold
- 1993: Spansk mester (Barcelona)
- 1993: Årets spiller i spansk fodbold
- 1994: Spansk mester (Barcelona)
- 1995: Spansk mester (Real Madrid)
- 1995: Confederations Cup (Danmark)
- 1998: Hollandsk mester (Ajax Amsterdam)
- 1998: Hollandsk cup-vinder (Ajax Amsterdam)
- 2006: Danmarks bedste spiller gennem alle tider, kåret af DBU

som træner
- 2003: Landspokalturneringen (Brøndby)
- 2005: Landspokalturneringen (Brøndby)
- 2005: Danmarksmesterskabet i fodbold (Brøndby)
- 2013: Capital One Cup (Swansea)
- 2015: Crown Prince Cup (Lekhwiya SC)
- 2015: Qatar Stars League (Lekhwiya SC)

## Hædersbevisninger
- Ridder af Dannebrog (2000)[26]
- Inkluderet i Team Danmarks sportskanon 2005.
- Optaget i dansk idræts Hall of Fame 2007.
- Kåret som Årets Verdensdansker 2008.
- Den bedste udenlandske spiller i Spanien i 25 år (1974-1999)
- Kåret som Det største danske sportsnavn i de seneste 125 år ved Danmarks Idrætsforbunds 125-års-jubilæumshow sent på DR1, hvor 125 atleter blev skåret ned til 8, som seerne så kunne stemme på.[27][28]

## Familieforhold
Michael Laudrup er søn af fodboldspilleren Finn Laudrup, bror til fodboldspilleren Brian Laudrup og nevø til fodboldtræneren Ebbe Skovdahl.
Han er gift med norske Siw Retz Laudrup, med hvem han har datteren Rebecca Retz Laudrup og sønnen Andreas Laudrup, der i sommeren 2006 fik debut på U-17-landsholdet, og som i sommeren 2007 skiftede til Real Madrid samtidig med, at Michael Laudrup blev ansat som manager i Getafe CF. Han har fra et tidligere forhold med Tina Thunø sønnen Mads Laudrup, der er fodboldspiller og tidligere har fået kampe for forskellige ungdomslandshold.

## Trivia
Michael Laudrup har i 2007-2008 medvirket i en reklamefilm for OTA Solgryn.
Michael Laudrup er medejer af vinfirmaet Laudrup Vin.
Michael Laudrup var i 2004 medstifter af den liberale tænketank CEPOS.